# Campeonato Tocantinense 2002
In 2002 werd het tiende Campeonato Tocantinense gespeeld voor clubs uit de Braziliaanse staat Tocantins. De competitie werd georganiseerd door de FTF en werd gespeeld van 24 februari tot 30 juni. Tocantinópolis werd kampioen.

## Eerste toernooi
| Plaats | Club                  | Wed. | W  | G | V  | Saldo | Ptn. |
| ------ | --------------------- | ---- | -- | - | -- | ----- | ---- |
| 1.     | Palmas                | 18   | 13 | 5 | 0  | 37:13 | 44   |
| 2.     | Tocantinópolis        | 18   | 11 | 5 | 2  | 43:15 | 38   |
| 3.     | Interporto            | 18   | 11 | 2 | 5  | 41:20 | 35   |
| 4.     | Tocantins de Miracema | 18   | 10 | 4 | 4  | 36:22 | 34   |
| 5.     | Intercap              | 18   | 7  | 3 | 8  | 26:31 | 24   |
| 6.     | Gurupi                | 18   | 6  | 2 | 9  | 24:32 | 20   |
| 7.     | Colinas               | 18   | 6  | 1 | 11 | 29:45 | 19   |
| 8.     | Alvorada              | 18   | 4  | 6 | 8  | 29:38 | 18   |
| 9.     | Araguaína             | 18   | 3  | 3 | 12 | 22:35 | 12   |
| 10.    | Atlético              | 18   | 1  | 5 | 12 | 27:63 | 8    |

|  | Gekwalificeerd voor tweede toernooi |

## Tweede toernooi

### Play-off
De drie winnaars en de beste verliezer plaatsten zich voor de knockout-fase. In geval van gelijkspel kwalificeert de club zich met het beste resultaat in de competitie
| Team #1               | Tot.  | Team #2        | 1ste wed | 2de wed |
| --------------------- | ----- | -------------- | -------- | ------- |
| Gurupi                | 2 - 2 | Palmas         | 2 - 0    | 0 - 2   |
| Intercap              | 2 - 5 | Tocantinópolis | 1 - 1    | 1 - 4   |
| Tocantins de Miracema | 4 - 4 | Interporto     | 1 - 2    | 3 - 2   |

### Knockout-fase
In geval van gelijkspel gaat de club met de beste notering in de competitie door.
|  | Halve finale          | Halve finale   | Halve finale |   |        | Finale | Finale | Finale |
|  |                       |                |              |   |        |        |        |        |
|  | Interporto            | 0              | 1            |   |        |        |        |        |
|  | Palmas                | 0              | 1            |   |        |        |        |        |
|  | Palmas                | 0              | 1            |   | Palmas | 1      | 1      |        |
|  |                       |                |              |   | Palmas | 1      | 1      |        |
|  |                       | Tocantinópolis | 1            | 2 |        |        |        |        |
|  | Tocantins de Miracema | Tocantinópolis | 1            | 2 | 2      | 1      |        |        |
|  | Tocantins de Miracema |                |              |   | 2      | 1      |        |        |
|  | Tocantinópolis        | 2              | 6            |   |        |        |        |        |

### Kampioen
| Campeonato Tocantinense de 2002    |
| Tocantins                          |
| ---------------------------------- |
| TOCANTINÓPOLIS Kampioen (2° titel) |